# Champion (canción)
«Champion» es una canción escrita y grabada por la banda estadounidense de rock Fall Out Boy de su séptimo álbum de estudio, M A N I A (2018).  Fue lanzado como el segundo sencillo el 22 de junio de 2017. Se lanzó un visualizador con la canción, y un vídeo musical el 28 de julio. 
Mientras que el anterior sencillo de Fall Out Boy, "Young and Menace", fue considerado como un alejamiento importante de su sonido habitual, "Champion" trajo de vuelta algunos elementos familiares de sus álbumes más recientes mientras aún experimenta con nuevas ideas. Fue coescrito con la cantante y compositora de pop Sia.
La banda tocó por primera vez la canción en vivo en Late Night with Seth Meyers el 26 de julio de 2017 para promocionar el álbum.

## Significado de la canción
Wentz ha hecho una publicación en su cuenta personal de Instagram con respecto al significado de la canción: 

"Este realmente me recuerda este momento en" la historia interminable "... primero son como" espera, eres solo un niño, lol. necesitamos un guerrero [real] "entonces están como" ok... Supongo que lo harás "y luego" nadie puede ayudarte y si no lo haces, nuestro mundo entero muere, entonces no hay presión..." Nadie cree, pero al mismo tiempo todos necesitamos creer en ti "Otra de sus notas fue publicada en el Twitter de Fall Out Boy: "En mi cabeza, los campeones no nacen, se forjan ...". En el estribillo, Stumprepite la frase "Si puedo vivir esto, puedo hacer cualquier cosa", lo que conecta aún más los temas de empoderamiento e inspiración con la canción.

## Vídeo musical
El video musical oficial fue lanzado el 28 de julio de 2017 también a través de Vevo y YouTube. El video observó personas persiguiendo sus sueños y experimentando el mundo a través de auriculares VR. El actor y rapero estadounidense Jaden Smith terminó el video al destruir los auriculares con un bate de béisbol. Una nota escrita por Wentz fue publicada en la cuenta oficial de Twitter de Fall Out Boy junto con un enlace al video: "No puedo pensar en una droga peor que la realidad falsa ... Aplastar la realidad falsa. simplemente siéntate y mata el tiempo".
En julio de 2018, este video fue nominado a un premio MTV Video Music Award.

## Descarga digital
Todas las canciones escritas y compuestas por Fall Out Boy. 
| N.º | Título     | Duración |  |
| 1.  | «Champion» | 3:12     |  |

## Posicionamiento en lista
| Lista (2017)                         | Posiciones |
| ------------------------------------ | ---------- |
| Hungría (Rádiós Top 40)              | 30         |
| Estados Unidos (Adult Top 40)        | 39         |
| Estados Unidos (Alternative Airplay) | 18         |